# جايسون جيبس
جايسون جيبس (بالإنجليزية: Jason Gibbs)‏ هو سياسي أمريكي، ولد في 26 أغسطس 1976.